# لانفير ي كيمود (أنغلزي)
لانفير ي كيمود (بالإنجليزية: Llanfair-y-Cwmwd)‏ هي منطقة سكنية تقع في ويلز في أنغلزي.